# Clossiana tapio
Clossiana tapio är en fjärilsart som beskrevs av Hans Ferdinand Emil Julius Stichel 1908. Clossiana tapio ingår i släktet Clossiana och familjen praktfjärilar. Inga underarter finns listade i Catalogue of Life.